# Es geht eine Zipfelmütz
Es geht eine Zipfelmütz ist ein deutschsprachiges Volks- bzw. Kinderlied, das für Kinder im Kindergarten geeignet ist und meist als Kreisspiel eingesetzt wird. Das Lied beruht auf dem studentischen Trinklied Es geht ein Rundgesang an unserem Tisch herum, das seit Mitte des 19. Jahrhunderts überliefert ist. Melodie und Text weisen auch Ähnlichkeiten mit dem Kinderlied Es tanzt ein Bi-Ba-Butzemann auf.

## Text und Melodie
Es geht eine Zipfelmütz’ in unserm Kreis herum, widebum.

Es geht eine Zipfelmütz’ in unserm Kreis herum.

Drei mal drei ist neune

du weißt ja, wie ich’s meine.

Dreimal drei und eins ist zehn,

Zipfelmütz’ bleib steh’n, bleib steh’n.

Sie rütteln sich, sie schütteln sich,

sie werfen die Beine hinter sich,

sie klatschen in die Hand,

wir beide sind verwandt.
(Verfasser unbekannt)

## Spiel
Zu dem Lied gibt es unterschiedliche Variationen eines Spiels: Die Kinder bilden einen Kreis und fassen sich an den Händen. Ein Kind wird ausgesucht (zum Beispiel das Geburtstagskind) oder ausgelost und ist die „Zipfelmütz’“. Es läuft innen im Kreis herum und macht die passenden Bewegungen zum Lied. Bei „bleib steh’n, bleib steh’n“ sucht es sich ein anderes Kind aus und bleibt vor diesem stehen. Die beiden tanzen nun gemeinsam im Kreis. Von nun an ist das neue Kind die Zipfelmütz’ und das Spiel beginnt von vorn.